# Stazione di Zagarolo Bivio
La stazione di Zagarolo Bivio era uno dei quattro impianti ferroviari al servizio del comune di Zagarolo, situata sulla ferrovia Roma-Fiuggi-Alatri-Frosinone.

## Storia
La fermata venne inaugurata il 12 giugno 1916 in concomitanza con l'apertura della tratta da Roma a Genazzano.
Venne chiusa al traffico nel 1983, insieme alla tratta San Cesareo-Genazzano, a causa di una frana avvenuta il 27 dicembre dello stesso anno, che fu pretesto per una chiusura "temporanea" della linea, che a distanza di pochi mesi divenne definitiva.

## Strutture e impianti

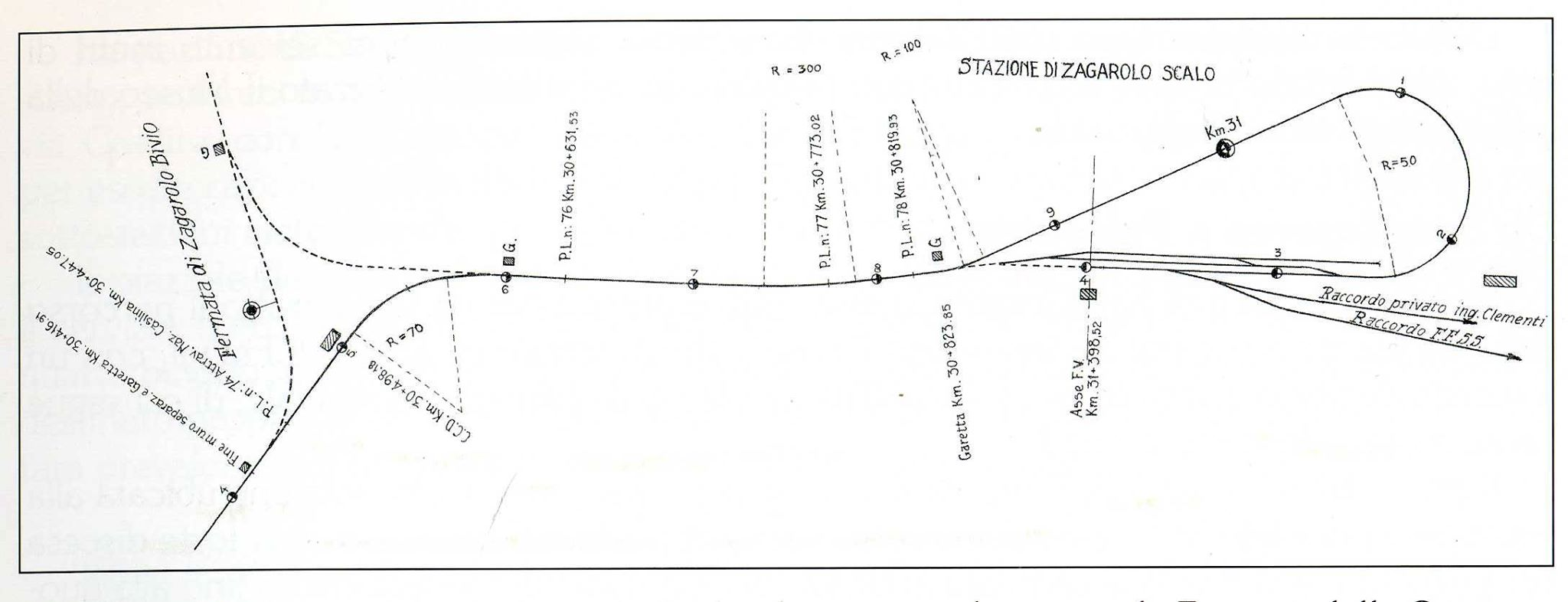
Planimetria della stazione di Zagarolo Scalo dal piazzale di stazione fino al bivio comprendente la fermata

La fermata era posta alla progressiva chilometrica 30+506 e sorge sulla via Prenestina nel mezzo del bivio da cui si diparte la breve diramazione per Zagarolo Scalo.
L'impianto disponeva di una semplice pensilina, che al 2014 risulta ancora presente, e di una banchina tramutata poi in marciapiede. Allo stesso anno, l'impianto è utilizzato come punto di fermata per le autolinee regionali COTRAL della direttrice Fiuggina.
A pochi metri di distanza, sulla strada denominata viale della Stazione, classificata come strada provinciale 56/b, è ancora presente un breve tratto residuo del "triangolo" del bivio del quale l'impianto porta il nome.

## Movimento
La stazione, in virtù della sua posizione di bivio, era interessata sia da traffico passeggeri che da traffico merci passante.